# Pachymasiphis porulatus
Pachymasiphis porulatus är en spindeldjursart som beskrevs av Wolfgang Karg 1996. Pachymasiphis porulatus ingår i släktet Pachymasiphis och familjen Ologamasidae. Inga underarter finns listade i Catalogue of Life.